# Anabel Balkenhol
Anabel Balkenhol (Hilden, 8 de abril de 1972) es una jinete alemana que compitió en la modalidad de doma. Es hija del jinete Klaus Balkenhol.
Ganó una medalla de bronce en el Campeonato Mundial de Doma de 2010, en la prueba por equipos.

## Palmarés internacional
| Campeonato Mundial | Campeonato Mundial         | Campeonato Mundial | Campeonato Mundial |
| Año                | Lugar                      | Medalla            | Categoría          |
| ------------------ | -------------------------- | ------------------ | ------------------ |
| 2010               | Lexington (Estados Unidos) | Medalla de bronce  | Por equipos        |